# Миронівка (Білогірський район)
Миро́нівка (до 1948 року — Джавлу́ш-Караба́й, крим. Cavluş Qarabay) — село в Україні, у Білогірському районі Автономної Республіки Крим. Підпорядковане Вишенській сільській раді.